# Jan Foltys
Jan Foltys (13. října 1908, Svinov, dnes Ostrava-Svinov – 11. března 1952, Ostrava) byl československý mezinárodní šachový mistr.

## Život
Pocházel z rodiny lékaře ve Svinově MUDr. Jana Foltyse (1875–1952) a matky Marie, rozené Pellantové (1880–1973). V rodině se pěstovala hra v šachy. Šachové hře se věnoval rovněž jeho starší bratr JUDr. Miloslav Foltys, který působil jako soudce v Kroměříži.
Žil v Ostravě-Svinově, 11. března 1937 se oženil s Františkou Jarošovou z Ludgeřovic. 11. března roku 1952 zemřel na leukémii.
Jan Foltys byl profesionálním šachistou.

## Sportovní kariéra
- Mistrovský titul získal v roce 1930[3]
- V roce 1936 hrál Jan Foltys na šachové olympiádě v Mnichově v družstvu ČSR na první šachovnici
- V roce 1937 na šachové olympiádě ve Stockholmu hrál na druhé šachovnici
- V roce 1939 se zúčastnil, jako reprezentant Protektorátu, šachové olympiády v Buenos Aires[4]

Na těchto třech šachových olympiádách sehrál celkem 53 partií, z toho 22krát zvítězil, ve 25 utkáních remizoval a jen 6 partií prohrál.
- Na pásmovém turnaji v Mariánských Lázních 1951 hrál již vážně nemocen, kvalifikoval se na mezipásmový turnaj ve Stockholmu 1952, kam však již pro onemocnění nejel.

## Zajímavost
Protektorátní tisk často informoval o simultánních partiích, které Jan Foltys jako profesionální šachista hrál. Tak například v létě 1943 sehrál na Hané v průběhu šesti týdnů sedm simultánních partií. V nich 285krát zvítězil, 31krát remizoval. V poslední simultánce v Chropyni 33 utkání vyhrál, jedenkrát remizoval a jednou prohrál.